# Synetaeris brevicauda
Synetaeris brevicauda là một loài tò vò trong họ Ichneumonidae.